# Rosa sweginzowii
Rosa sweginzowii är en rosväxtart som beskrevs av Emil Bernhard Koehne. Rosa sweginzowii ingår i släktet rosor, och familjen rosväxter.

## Underarter
Arten delas in i följande underarter:
- R. s. glandulosa
- R. s. stevensii